# Maka (Äthiopien)
Maka ist eine Fundstätte von rund 3,4 Millionen Jahre alten Fossilien aus dem mittleren Pliozän in der Afar-Senke, Mittlerer Awash, in Äthiopien. Maka ist nach Hadar und Laetoli die dritte Grabungsstelle, aus der eine größere Anzahl von Überresten der homininen Art Australopithecus afarensis geborgen wurde. Benannt ist die Fundstätte nach der lokalen Bezeichnung für den Trockenfluss, an dessen Hängen die Fossilien zutage treten.
Maka wurde – wie die Fundstätte Bodo – erstmals in den Jahren 1975 und 1976 im Rahmen der von Jon Kalb initiierten Rift Valley Research Mission in Ethiopia erforscht. Die Rift Valley Research Mission in Ethiopia endete im August 1978 unfreiwillig, da Kalb und zahlreiche andere Ausländer infolge des Äthiopischen Bürgerkriegs von den Behörden ausgewiesen wurden. Erst John Desmond Clark gelang es 1981, die Genehmigung für eine neue, multidisziplinäre Forschungskooperation unter der Bezeichnung Middle Awash Research Project zu erhalten. Seitdem ist Maka Teil der Middle Awash Study Area und wird gelegentlich in der Fachliteratur gemeinsam mit der Fundstätte Bodo als Unterregion der Middle Awash Study Area (Bodo-Maka fossiliferous subregion) bezeichnet.

## Funde
Das erste hominine Fossil aus Maka, der obere Teil eines linken Oberschenkelknochens mit teilweise erhaltenen Gelenkstrukturen, wurde bereits 1981 von Tim White als Oberflächenfund aufgesammelt. Das Bruchstück (Sammlungsnummer MAK-VP-1/1) wurde jedoch erst im Jahr 2002 – nachdem ab 1990 weitere hominine Knochen entdeckt worden waren – ausführlich wissenschaftlich beschrieben. MAK-VP-1/1 war damals das älteste Australopithecus afarensis zugeschriebene Fundstück, das Rückschlüsse auf das Gehvermögen der Individuen dieser Vormenschenart zuließ: Das Hüftgelenk von Australopithecus afarensis sei dem des anatomisch modernen Menschen (Homo sapiens) „bemerkenswert ähnlich“, hieß es in der Studie. Zudem seien die „dramatischen Muskelverteilungsverschiebungen“, die heute lebende Menschen von den afrikanischen Menschenaffen unterscheiden, „bereits bei dieser Art in einer stark abgeleiteten Form vorhanden“ gewesen. Der Bau des Knochens lasse auf eine „gewohnheitsmäßige terrestrische Zweibeinigkeit“ schließen, „die sich sehr wahrscheinlich nur geringfügig von der des modernen Menschen unterschied.“
Als weiterer bedeutender Fund gilt der fast vollständig erhaltene und kaum deformierte Unterkiefer MAK-VP-1/12, der 1990 – ebenfalls von Tim White – entdeckt wurde. Der Bau dieses Unterkiefers gleicht demjenigen der Funde aus Laetoli und Hadar – insbesondere dem Unterkiefer von Lucy – und bestätigte laut White et al., dass Australopithecus afarensis seinerzeit über lange Zeitspannen hinweg ganz Nordostafrika besiedelte.
Weitere Funde von Australopithecus afarensis aus Maka sind u. a. ein rechtes Unterkiefer-Fragment mit erhaltenen Molaren M1 bis M3 (MAK-VP-1/2), ein linker Oberarmknochen (MAK-VP-1/3), der untere Abschnitt einer Elle (MAK-VP-1/111) sowie mehrere einzelne Zähne. All diese ab 1990 entdeckten Fossilien trugen dazu bei, eine wissenschaftliche Kontroverse zu beenden, die 1978 begonnen hatte, als die Art Australopithecus afarensis erstbeschrieben worden war. Donald Johanson, Tim White und Yves Coppens hatten Fossilien aus Hadar (Äthiopien) und Laetoli (Tansania) als Belege für die neu benannte Art angeführt, also eine weiträumige Verbreitung unterstellt. Andere Forscher waren der Meinung, die Funde aus beiden Regionen müssten zwei getrennten Arten zugeordnet werden. Die Funde aus Maka stützten wegen ihrer Ähnlichkeit mit den Funden aus Tansania hingegen die Argumentation der Autoren der Erstbeschreibung.
In Maka wittern ferner zahlreiche Steinwerkzeuge aus dem frühen Acheuléen aus dem Boden.

## Belege
1. ↑  Eintrag Maka in: Bernard Wood: Wiley-Blackwell Encyclopedia of Human Evolution. Wiley-Blackwell, 2011, ISBN 978-1-4051-5510-6.
2. ↑  Jon Kalb: Adventures in the Bone Trade. The Race to Discover Human Ancestors in Ethiopia's Afar Depression. Copernicus Books, New York 2001, ISBN 0-387-98742-8, S. 167–168.
3. ↑  Middle Awash Research Project: Project Leadership. Stand vom 21. Oktober 2021.
4. ↑  John Desmond Clark et al.: Palaeoanthropological discoveries in the Middle Awash Valley, Ethiopia. In: Nature. Band 307, 1984, S. 423–428, doi:10.1038/307423a0.
5. ↑  C. Owen Lovejoy et al.: The Maka femur and its bearing on the antiquity of human walking: Applying contemporary concepts of morphogenesis to the human fossil record. In: American Journal of Physical Anthropology. Band 119, Nr. 2, 2002, S. 97–133, doi:10.1002/ajpa.10111.
6. ↑  Tim White et al.: Jaws and teeth of Australopithecus afarensis from Maka, Middle Awash, Ethiopia. In: American Journal of Physical Anthropology. Band 111, Nr. 1, 2000, S. 45–68, doi:10.1002/(SICI)1096-8644(200001)111:1<45::AID-AJPA4>3.0.CO;2-I.
7. ↑  Tim White et al.: New discoveries of Australopithecus at Maka in Ethiopia. In: Nature. Band 366, 1993, S. 261–265, doi:10.1038/366261a0.
8. ↑  Jean de Heinzelin, John Desmond Clark et al.: The Acheulean and the Plio-Pleistocene Deposits of the Middle Awash Valley Ethiopia. In: Annales – Sciences Géologiques. Musée Royal de l'Afrique Centrale, Band 104, Tervuren (Belgique) 2000.

Koordinaten: 10° 30′ 40″ N, 40° 35′ 49″ O